# فوربز جهانی ۲۰۰۰
فوربز جهانی ۲۰۰۰ (به انگلیسی: Forbes Global 2000) فهرستی از نام ۲۰۰۰ شرکت سهامی عام را در بر می‌گیرد، که در پایان هر سال مالی، بر پایه چند شاخص عمده اقتصادی، توسط مجله فوربز رتبه‌بندی می‌شوند. این فهرست به‌عنوان یکی از معتبرترین رتبه‌بندی‌های منتشر شده از شرکت‌های فعال در بخش‌ها و صنایع مختلف، در مجلات اقتصادی جهان محسوب می‌شود.

## فاکتورهای محاسبه
این رتبه‌بندی بر پایه معادله‌ای ترکیبی از ۴ فاکتور اساسی عملکرد شرکت‌ها عمل می‌کند، که این فاکتورها به صورت سالیانه در گزارش عملکرد هر شرکت ارائه می‌گردد.
۴ فاکتور مبنای رتبه‌بندی:
- میزان فروش
- سود خالص
- مجموع دارایی‌ها
- ارزش بازار سرمایه

## فهرست سال ۲۰۱۴
در فهرست زیر ۲۰ شرکت از بزرگترین شرکت‌های سال ۲۰۱۴ قرار دارد.
| رتبه | شرکت                      | دفتر مرکزی          | صنعت               | درآمد (میلیارد دلار) | سود خالص (میلیارد دلار) | دارایی (میلیارد دلار) | ارزش بازار (میلیارد دلار) |
| ---- | ------------------------- | ------------------- | ------------------ | -------------------- | ----------------------- | --------------------- | ------------------------- |
| ۱    | بانک صنعتی و بازرگانی چین | چین                 | بانک               | ۱۴۸٫۷                | ۴۲٫۷                    | ۳٬۱۲۴٫۹               | ۲۱۵٫۶                     |
| ۲    | بانک سازندگی چین          | چین                 | بانکداری           | ۱۲۱٫۳                | ۳۴٫۲                    | ۲٬۴۴۹٫۵               | ۱۷۴٫۴                     |
| ۳    | بانک کشاورزی چین          | چین                 | بانکداری           | ۱۳۶٫۴                | ۲۷                      | ۲٬۴۰۵٫۴               | ۱۴۱٫۱                     |
| ۴    | جی‌پی مورگان چیس           | ایالات متحده آمریکا | بانکداری           | ۱۰۵٫۷                | ۱۷٫۳                    | ۲٬۴۳۵٫۳               | ۲۲۹٫۷                     |
| ۵    | برکشر هاتاوی              | ایالات متحده آمریکا | شرکت خوشه‌ای        | ۱۷۸٫۸                | ۱۹٫۵                    | ۴۹۳٫۴                 | ۳۰۹٫۱                     |
| ۶    | اکسان‌موبیل                | ایالات متحده آمریکا | نفت و گاز          | ۳۹۴                  | ۳۲٫۶                    | ۳۴۶٫۸                 | ۴۲۲٫۳                     |
| ۷    | جنرال الکتریک             | ایالات متحده آمریکا | شرکت خوشه‌ای        | ۱۴۳٫۳                | ۱۴٫۸                    | ۶۵۶٫۶                 | ۲۵۹٫۶                     |
| ۸    | ولز فارگو                 | ایالات متحده آمریکا | بانکداری           | ۸۸٫۷                 | ۲۱٫۹                    | ۱٬۵۴۳                 | ۲۶۱٫۴                     |
| ۹    | بانک چین                  | چین                 | بانکداری           | ۱۰۵٫۱                | ۲۵٫۵                    | ۲٬۲۹۱٫۸               | ۱۲۴٫۲                     |
| ۱۰   | پتروچاینا                 | چین                 | نفت و گاز          | ۳۲۸٫۵                | ۲۱٫۱                    | ۳۸۶٫۹                 | ۲۰۲                       |
| ۱۱   | رویال داچ شل              | هلند                | نفت و گاز          | ۴۵۱٫۴                | ۱۶٫۴                    | ۳۵۷٫۵                 | ۲۳۴٫۱                     |
| ۱۲   | تویوتا                    | ژاپن                | خودروسازی          | ۲۵۵٫۶                | ۱۸٫۸                    | ۳۸۵٫۵                 | ۱۹۳٫۵                     |
| ۱۳   | بنک آو امریکا             | ایالات متحده آمریکا | بانکداری           | ۱۰۱٫۵                | ۱۱٫۴                    | ۲٬۱۱۳٫۸               | ۱۸۳٫۳                     |
| ۱۴   | اچ‌اس‌بی‌سی                  | بریتانیا            | بانکداری           | ۷۹٫۶                 | ۱۶٫۳                    | ۲٬۶۷۱٫۳               | ۱۹۲٫۶                     |
| ۱۵   | اپل                       | ایالات متحده آمریکا | کالاهای الکترونیکی | ۱۷۳٫۸                | ۳۷                      | ۲۲۵٫۲                 | ۴۸۳٫۱                     |
| ۱۶   | سیتی‌گروپ                  | ایالات متحده آمریکا | بانکداری           | ۹۴٫۱                 | ۱۳٫۴                    | ۱٬۸۸۳٫۴               | ۱۴۵٫۱                     |
| ۱۷   | بی‌پی                      | بریتانیا            | نفت و گاز          | ۳۷۹٫۲                | ۲۳٫۶                    | ۳۰۵٫۷                 | ۱۴۸٫۸                     |
| ۱۸   | شورون                     | ایالات متحده آمریکا | نفت و گاز          | ۲۱۱٫۸                | ۲۱٫۴                    | ۲۵۳٫۸                 | ۲۲۷٫۲                     |
| ۱۹   | گروه فولکس‌واگن            | آلمان               | خودروسازی          | ۲۶۱٫۵                | ۱۲                      | ۴۴۶٫۹                 | ۱۱۹                       |
| ۲۰   | وال‌مارت                   | ایالات متحده آمریکا | خرده‌فروشی          | ۴۷۶٫۵                | ۱۶                      | ۲۰۴٫۸                 | ۲۴۷٫۹                     |

## فهرست سال ۲۰۱۳
در فهرست زیر ۲۰ شرکت از بزرگترین شرکت‌های سال ۲۰۱۳ رتبه‌بندی شده‌اند.
| رتبه | شرکت                      | دفتر مرکزی          | صنعت           | فروش (میلیارد دلار $) | سود (میلیارد دلار $) | دارایی (میلیارد دلار $) | ارزش بازار (میلیارد دلار $) |
| ---- | ------------------------- | ------------------- | -------------- | --------------------- | -------------------- | ----------------------- | --------------------------- |
| ۱    | بانک صنعتی و بازرگانی چین | چین                 | بانک           | ۱۳۴٫۸                 | ۳۷٫۸                 | ۲٬۸۱۳٫۵                 | ۲۳۷٫۳                       |
| ۲    | بانک سازندگی چین          | چین                 | بانک           | ۱۱۳٫۱                 | ۳۰٫۶                 | ۲٬۲۴۱٫۰                 | ۲۰۲٫۰                       |
| ۳    | جی‌پی مورگان چیس           | ایالات متحده آمریکا | بانک           | ۱۰۸٫۲                 | ۲۱٫۳                 | ۲٬۳۵۹٫۱                 | ۱۹۱٫۴                       |
| ۴    | جنرال الکتریک             | ایالات متحده آمریکا | شرکت خوشه‌ای    | ۱۴۷٫۴                 | ۱۳٫۶                 | ۶۸۵٫۳                   | ۲۴۳٫۷                       |
| ۵    | اکسان‌موبیل                | ایالات متحده آمریکا | نفت و گاز      | ۴۲۰٫۷                 | ۴۴٫۹                 | ۳۳۳٫۸                   | ۴۰۰٫۴                       |
| ۶    | اچ‌اس‌بی‌سی                  | بریتانیا            | بانک           | ۱۰۴٫۹                 | ۱۴٫۳                 | ۲٬۶۸۴٫۱                 | ۲۰۱٫۳                       |
| ۷    | رویال داچ شل              | هلند                | نفت و گاز      | ۴۶۷٫۲                 | ۲۶٫۶                 | ۳۶۰٫۳                   | ۲۱۳٫۱                       |
| ۸    | بانک کشاورزی چین          | چین                 | بانک           | ۱۰۳٫۰                 | ۲۳٫۰                 | ۲٬۱۲۴٫۲                 | ۱۵۰٫۸                       |
| ۹    | برکشر هاتاوی              | ایالات متحده آمریکا | شرکت خوشه‌ای    | ۱۶۲٫۵                 | ۱۴٫۸                 | ۴۲۷٫۵                   | ۲۵۲٫۸                       |
| ۱۰   | پتروچاینا                 | چین                 | نفت و گاز      | ۳۰۸٫۹                 | ۱۸٫۳                 | ۳۴۷٫۸                   | ۲۶۱٫۲                       |
| ۱۱   | بانک چین                  | چین                 | بانک           | ۹۸٫۱                  | ۲۲٫۱                 | ۲٬۰۳۳٫۸                 | ۱۳۱٫۷                       |
| ۱۲   | ولز فارگو                 | ایالات متحده آمریکا | بانک           | ۹۱٫۲                  | ۱۸٫۹                 | ۱٬۴۲۳٫۰                 | ۲۰۱٫۳                       |
| ۱۳   | شورون                     | ایالات متحده آمریکا | نفت و گاز      | ۲۲۲٫۶                 | ۲۶٫۲                 | ۲۳۳٫۰                   | ۲۳۲٫۵                       |
| ۱۴   | گروه فولکس‌واگن            | آلمان               | صنعت خودروسازی | ۲۵۴٫۰                 | ۲۸٫۶                 | ۴۰۸٫۲                   | ۹۴٫۴                        |
| ۱۵   | اپل                       | ایالات متحده آمریکا | سخت‌افزار       | ۱۶۴٫۷                 | ۴۱٫۷                 | ۱۹۶٫۱                   | ۴۱۶٫۶                       |
| ۱۶   | وال‌مارت                   | ایالات متحده آمریکا | خرده‌فروشی      | ۴۶۹٫۲                 | ۱۷٫۰                 | ۲۰۳٫۱                   | ۲۴۲٫۵                       |
| ۱۷   | گازپروم                   | روسیه               | نفت و گاز      | ۱۴۴٫۰                 | ۴۰٫۶                 | ۳۳۹٫۳                   | ۱۱۱٫۴                       |
| ۱۸   | بی‌پی                      | بریتانیا            | نفت و گاز      | ۳۷۰٫۹                 | ۱۱٫۶                 | ۳۰۱٫۰                   | ۱۳۰٫۴                       |
| ۱۹   | سیتی‌گروپ                  | ایالات متحده آمریکا | بانک           | ۹۰٫۷                  | ۷٫۵                  | ۱٬۸۶۴٫۷                 | ۱۴۳٫۶                       |
| ۲۰   | پتروبراس                  | برزیل               | نفت و گاز      | ۱۴۴٫۱                 | ۱۱٫۰                 | ۳۳۱٫۶                   | ۱۲۰٫۷                       |

فهرست کامل را اینجا مشاهده کنید.

## فهرست سال ۲۰۱۲
در فهرست زیر ۲۰ شرکت از بزرگترین شرکت‌های سال ۲۰۱۲ قرار دارد.
| رتبه | شرکت                      | دفتر مرکزی   | صنعت      | درآمد (میلیارد دلار $) | سود (میلیارد دلار $) | دارایی‌ها (میلیارد دلار $) | ارزش بازار (میلیارد دلار $) |
| ---- | ------------------------- | ------------ | --------- | ---------------------- | -------------------- | ------------------------- | --------------------------- |
| ۰۱   | اکسان‌موبیل                | ایالات متحده | نفت و گاز | ۴۳۳٫۵                  | ۴۱٫۱                 | ۳۳۱٫۱                     | ۴۰۷٫۴                       |
| ۰۲   | جی‌پی مورگان               | ایالات متحده | بانکداری  | ۱۱۰٫۸                  | ۱۹                   | ۲٬۲۶۵٫۸                   | ۱۷۰٫۱                       |
| ۰۳   | جنرال الکتریک             | ایالات متحده | کنگلومرا  | ۱۴۷٫۳                  | ۱۴٫۲                 | ۷۱۷٫۲                     | ۲۱۳٫۷                       |
| ۰۴   | رویال داچ شل              | هلند         | نفت و گاز | ۴۷۰٫۲                  | ۳۰٫۹                 | ۳۴۰٫۵                     | ۲۲۷٫۶                       |
| ۰۵   | بانک صنعتی و بازرگانی چین | چین          | بانکداری  | ۸۲٫۶                   | ۲۵٫۱                 | ۲٬۰۳۹٫۱                   | ۲۳۷٫۴                       |
| ۰۶   | اچ‌اس‌بی‌سی                  | بریتانیا     | بانکداری  | ۱۰۲                    | ۱۶٫۲                 | ۲٬۵۵۰                     | ۱۶۴٫۳                       |
| ۰۷   | پتروچاینا                 | چین          | نفت و گاز | ۳۱۰٫۱                  | ۲۰٫۶                 | ۳۰۴٫۷                     | ۲۹۴٫۷                       |
| ۰۸   | برکشر هاتاوی              | ایالات متحده | کنگلومرا  | ۱۴۳٫۷                  | ۱۰٫۳                 | ۳۹۲٫۶                     | ۲۰۲٫۲                       |
| ۰۹   | ولز فارگو                 | ایالات متحده | بانکداری  | ۸۷٫۶                   | ۱۵٫۹                 | ۱٬۳۱۳٫۹                   | ۱۷۸٫۷                       |
| ۱۰   | پتروبراس                  | برزیل        | نفت و گاز | ۱۴۵٫۹                  | ۲۰٫۱                 | ۳۱۹٫۴                     | ۱۸۰                         |
| ۱۱   | بی‌پی                      | بریتانیا     | نفت و گاز | ۳۷۵٫۵                  | ۲۵٫۷                 | ۲۹۲٫۵                     | ۱۴۷٫۴                       |
| ۱۲   | شورون                     | ایالات متحده | نفت و گاز | ۲۳۶٫۳                  | ۲۶٫۹                 | ۲۰۹٫۵                     | ۲۱۸                         |
| ۱۳   | چاینا کانستراکشن بانک     | چین          | بانکداری  | ۶۸٫۷                   | ۲۰٫۵                 | ۱٬۶۳۷٫۸                   | ۲۰۱٫۹                       |
| ۱۴   | سیتی‌گروپ                  | ایالات متحده | بانکداری  | ۱۰۲٫۶                  | ۱۱٫۱                 | ۱٬۸۷۳٫۹                   | ۱۰۷٫۵                       |
| ۱۵   | گازپروم                   | روسیه        | نفت و گاز | ۱۱۷٫۶                  | ۳۱٫۷                 | ۳۰۲٫۶                     | ۱۵۹٫۸                       |
| ۱۶   | وال‌مارت                   | ایالات متحده | خرده‌فروشی | ۴۴۷                    | ۱۵٫۷                 | ۱۹۳٫۴                     | ۲۰۸٫۴                       |
| ۱۷   | گروه فولکس‌واگن            | آلمان        | خودروسازی | ۲۲۱٫۹                  | ۲۱٫۵                 | ۳۲۸٫۷                     | ۷۹٫۵                        |
| ۱۸   | توتال                     | فرانسه       | نفت و گاز | ۲۱۶٫۲                  | ۱۵٫۹                 | ۲۱۳                       | ۱۳۲٫۴                       |
| ۱۹   | بانک کشاورزی چین          | چین          | بانکداری  | ۶۲٫۴                   | ۱۴٫۴                 | ۱٬۵۶۳٫۹                   | ۱۵۴٫۸                       |
| ۲۰   | ب ان پ پاریبا             | فرانسه       | بانکداری  | ۱۱۹                    | ۷٫۹                  | ۲٬۵۳۹٫۱                   | ۶۱٫۵                        |

## تاریخچه و آمار
فهرست فوربز جهانی ۲۰۰۰ نخستین بار در سال ۲۰۰۴ توسط مجله اقتصادی فوربز منتشر شد و این رتبه‌بندی سالیانه همچنان ادامه دارد. از میان کشورهای جهان، ایالات متحده، تا به حال با ۵۵۱ عضو (۵۵۱ شرکت) بیشترین تعداد شرکت‌ها را در فهرست فوربز جهانی ۲۰۰۰ به خود اختصاص داده است.

## ضعف‌ها و چالش‌ها
فوربز جهانی ۲۰۰۰ یک شاخص مفید در رتبه‌بندی شرکت‌ها به‌شمار می‌رود که این نشریه از طریق آن، هر ساله شرکت‌های پیشرو در صنایع مختلف را به خوانندگان خود معرفی می‌نماید. اما ضعف آن مربوط به محدود کردن این شرکت‌ها به شرکت‌های سهامی عام می‌باشد، که با اعمال این فیلتر، نتایج بدست آمده شرکت‌های سهامی خاص، شرکت‌های تعاونی، شرکت با مسئولیت محدود، شرکت تضامنی و سایر شرکت‌ها را شامل نمی‌شود. این محدودیت در دسته‌بندی شرکت‌ها، باعث می‌شود که تعداد زیادی از شرکت‌ها در عمل، علی‌رغم عملکرد قابل قبول نسبت به سال مالی گذشته خود، امکان حضور در این فهرست را نداشته باشند.